# ロブ・ベイリー
ロブ・ベイリー(Rob Bailey) は、オーストラリアのハード・ロック・バンドAC/DCの元メンバーで、ベーシスト。1974年4月にAC/DCに参加した当時、バンドはマルコム・ヤング (リズムギター)、アンガス・ヤング (リードギター)、デイヴ・エヴァンス (リード・ヴォーカル)、ピーター・クラック (ドラム)という編成だった。
ベイリーは、1974年からバンドのリズム・セクションとしてレギュラーに演奏していたが、1975年1月に、ドラムのクラックとともに解雇されてしまった。ベイリーはAC/DCの最初のミュージック・ビデオである「Can I Sit Next To You」に出演している。ベイリーの離脱後、3月にマーク・エヴァンスが後任に迎えられるまで、AC/DCはレギュラーのベーシストが不在で、結成時のメンバーだったラリー・ヴァン・クリートや、本来はリズムギターのマルコム・ヤング、ヤング兄弟の兄で当時AC/DCのプロデュースもしていたジョージ・ヤング、ポール・マターズ(Paul Matters)などが交代でベースを弾いていた。
ベイリーは、AC/DCのデビュー・アルバム『ハイ・ヴォルテージ』のレコーディングの時期にメンバーであったが、このアルバムではベースはジョージ・ヤングとクレジットされている。しかし、このアルバムのベースはほとんどベイリーが録音しているとする説もある。
ベイリーは、その後、ニューサウスウェールズ州ニューカッスルのケンブリッジ・ホテルで働くようになった。